# A Mexican's Gratitude
A Mexican's Gratitude è un cortometraggio muto del 1909 interpretato e diretto da Gilbert M. 'Broncho Billy' Anderson.

## Trama
Dopo aver salvato un messicano dall'impiccagione per un furto di cavalli, uno sceriffo riceve dall'altro uomo un biglietto strappato in due in cui il messicano aveva scritto la parola gratitudine. Anni dopo, lo sceriffo si trova nei guai quando viene catturato da una banda di desperado. Uno di questi, però, prendendo del tabacco dalla tasca del prigioniero, vede il pezzo di carta strappata.

## Produzione
Il film fu prodotto dalla Essanay Film Manufacturing Company. Venne girato in Colorado, a Golden e a Morrison.

## Distribuzione
Distribuito dalla Essanay Film Manufacturing Company, il film - un cortometraggio in una bobina - uscì nelle sale cinematografiche USA il 5 maggio 1909.